# Larnax glabra
Larnax glabra är en potatisväxtart som först beskrevs av Paul Carpenter Standley, och fick sitt nu gällande namn av N.W.Sawyer. Larnax glabra ingår i släktet Larnax och familjen potatisväxter. Inga underarter finns listade i Catalogue of Life.